# Hang Gökgöl
Hang động Gökgöl (tiếng Thổ Nhĩ Kỳ: Gökgöl Mağarası) là một hang động trình diễn trong Zonguldak, Thổ Nhĩ Kỳ. Đây là hang động lớn thứ năm của Thổ Nhĩ Kỳ. Động nằm gần một xa lộ chính và cũng có nhiều nhũ đá và măng đá và thu hút nhiều du khách.
Hang động nằm ở 5 km (3,1 mi) về phía đông nam của Zonguldak trên lề đường của đường cao tốc Zongıldak-Ankara.

## Địa hình và địa chất
Các hang động nằm ở mức 82 m (269 ft) trên mực nước biển chính ở bờ Đông của rạch Erçek, mà đã xói mòn lòng sông của nó đến một độ sâu hơn. Đây là một hệ thống hoạt động hoặc hang speleogenesis bán chủ động đã được hình thành từ những tảng đá đã được đặt ra trong giai đoạn Neogen, giữa 7,0-2,5 triệu năm trước. Các hang động núi đá vôi được hình thành theo chiều ngang bên trong đá vôi cacbon. Các hang động bao gồm bốn lớp đá riêng biệt, trong đó cho thấy rằng khu vực này đã trải qua bốn giai đoạn địa mạo khác nhau. Một phay theo hướng đông-tây đạo cũng đã có công trong sự hình thành của các hang động ngoài việc hoà tan đá vôi của axit cacbonic.
Tổng chiều dài hang theo hướng đông-tây là 3.350 m. Nó bao gồm một hang và hai hang phụ trợ, một kéo dài về phía bắc và phía nam khác. Các hang động có ba lối vào, hai trong số đó là từ thời kỳ trước, và một lối vào là vẫn còn hoạt động. Nằm bên cạnh rạch Erçek, lối vào hoạt động có nước người ta không tiếp cận được vì nó là hẹp và ẩm ướt. Người ta đi vào các hang động thông qua một miệng lớn nằm ở một độ cao hơn. Một đoạn hang dài 875 m động được mở cửa cho công chúng.
Các hang chính kết thúc vào một siphon hẹp và ẩm ướt, cao hơn 10 m so với cửa ra vào. Có động lớn được hình thành bởi sự sụp đổ của vòm động, nơi các hang phụ chia nhánh. Khu vực giữa hang chính giữa lối vào và buồng hang sụp đổ có chiều rộng thay đổi từ 2 đến 15 m, và có chiều cao 1–18 m. Ngược lại, phần tiếp theo của hang chỉ rộng 1–5 m, và chiều cao của nó thay đổi từ 0,5 đến 8 m. Hang phía nam là lớn tuổi hơn hang phía bắc. Hang phía bắc hẹp hơn nhiều so với các hang khác. Nước chảy ngầm trong hang động đổ vào rạch Erçek. Phần hang động ở tầng nước cạn, hang chính và buồng sụp đổ rất lớn, rất nhiều speleothem đầy màu sắc như nhũ đá, măng đá, hình rèm cửa, sinterfahne và dripstones. Phần ngoài buồng sụp đổ lớn của hang chính và hang phía bắc bắc chứa chỉ dripstones tường và các mẫu hình thành bởi nước ngầm.

## Khí hậu
Nói chung, có chuyển động không khí ít quan sát được trong các hang động; chỉ tại các địa điểm có độ quang đãng thấp và tại siphon mới cảm thấy có gió.
Nhiệt độ không khí bên trong các hang động là khác so với nhiệt độ bên ngoài. Nhiệt độ càng vào sâu bên trong thì càng khác biệt với lối vào. Trong tháng 7, khi nhiệt độ bên ngoài là 27 °C (81 °F), nhiệt độ hang là 18 °C (64 °F) trong buồng lối vào, ở phía trước của siphon trung gian 14 °C (57 °F), trong great buồng sụp đổ 13 °C (55 °F), trong hang phía bắc và phía nam 12 °C (54 °F), và nó giảm xuống đến 11 °C (52 °F) vào cuối của hang tập chính.
Độ ẩm tương đối bên trong hang động cũng khác với bên ngoài rằng với các giá trị sẽ tiếp tục gia tăng khi đi sâu vào trong hang. Người ta đo độ ẩm 61% vào buồng lối vào, ở phía trước của siphon chuyển tiếp 87%, ở giữa hang phía bắc 86%, tại hang phía nam 88% và ở phần cuối của hang chính là 89%, so với độ ẩm tương đối bên ngoài 55%.
Các hang động thiết lập một khu vực vi khí hậu với điều kiện khí quyển riêng của nó. Trong thời gian mùa hè, trong hang mát và trong những tháng mùa đông, trong hang ấm hơn so với khu vực xung quanh. Khảo sát được tiến hành bởi Phòng y tế Zonguldak cho thấy bệnh nhân bị các bệnh về đường hô hấp như hen suyễn có thể được hưởng lợi, hơi thở của họ được tạm thời nới lỏng bởi khí hậu của hang động.

## Du lịch
Các hang động được phát hiện vào năm 1976 bởi Temuçen Aygen, Chris Mauer và Harvery Lomas. Từ năm 1997 đến năm 2001, hang động được trang bị một lối đi dài 875 m, cầu, kênh thoát nước, đèn chiếu sáng và hệ thống âm thanh thiết bị để chuyển đổi một phần của nó vào một chương trình hang động. Mở cửa cho công chúng vào tháng 6 năm 2001, các hang động được chạy bởi Phòng quản lý đặc biệt tỉnh Zonguldak.
Nhờ nó nằm gần con đường chính, con số lượng khách đến đây cao.Từ năm 2001 đến năm 2008, các hang động đã thu hút 218.000 du khách theo hồ sơ chính thức. Các hang động được mở cho khách từ 9: 00-18: 00 giờ. Nó có một bãi đậu xe, các quán ăn nhanh và cửa hàng lưu niệm.
Động Gökgöl bị ngập lụt vào năm 2014, và vẫn đóng cửa cho du khách đến năm 2016; sau khi loại bỏ các thiệt hại cơ sở hạ tầng do nước gây ra và bùn, và các biện pháp để bảo vệ chống lại lũ lụt có thể trong tương lai, các hang động đã được mở lại tháng năm 2016..